# Rehburg-Loccum
Rehburg-Loccum är en stad i Landkreis Nienburg/Weser i förbundslandet Niedersachsen i Tyskland.
Kommunen bildades 1974 genom en sammanslagning av staden Rehburg samt kommunerna Bad Rehburg, Loccum, Münchehagen och Winzlar.